# Plethodon asupak
Plethodon asupak är en groddjursart som beskrevs av Mead, Clayton, Nauman, Olson och Michael E. Pfrender 2005. Plethodon asupak ingår i släktet Plethodon och familjen lunglösa salamandrar. IUCN kategoriserar arten globalt som sårbar. Inga underarter finns listade i Catalogue of Life.